# Obernai

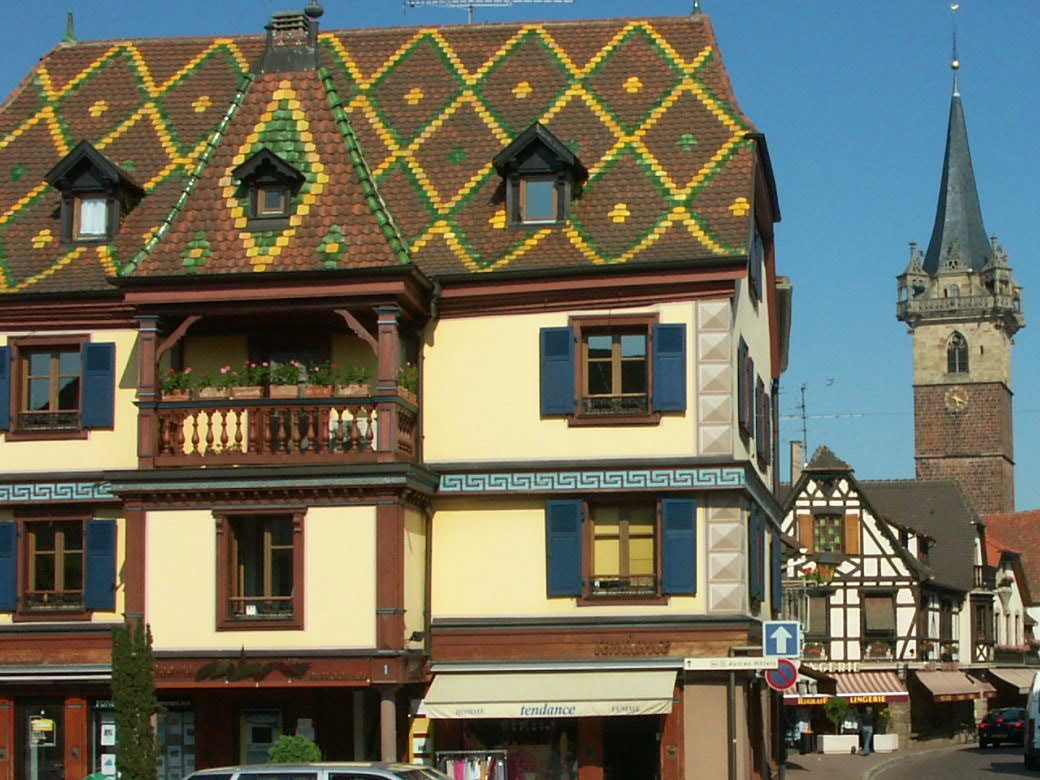
Obernai.

Obernai (tyska: Oberehnheim) är en kommun i departementet Bas-Rhin i regionen Grand Est (tidigare regionen Alsace) i nordöstra Frankrike. Kommunen ligger i kantonen Obernai som tillhör arrondissementet Sélestat-Erstein. Kommunen ligger cirka 25 km sydväst om Strasbourg på den östra sluttningen av Vogeserna. År 2022 hade Obernai 12 303 invånare.

## Befolkningsutveckling
Antalet invånare i kommunen Obernai
| Referens: INSEE |

## Näringsliv
Obernais vin och öl produktion samt turism är viktiga delar för kommunens näringsliv. Kända företag inom Öl och vin produktionen är Kronenbourg, Triumph, Sobovia, Supra och Stoeffler. Det historiska vinet från staden kallas Vin du Pistolet, namnet kommer från en lokal legend. 

## Kända Personer från Obernai
- Nicolas Léonard Beker
- Jean-Victor Hocquard (1910–1995), musicologist
- Charles-Émile Freppel
- Thomas Murner
- André Neher
- Charles Pisot
- René Schickele
- Morgan Schneiderlin